# Sonora (Californie)
 (décembre 2013).
Si vous disposez d'ouvrages ou d'articles de référence ou si vous connaissez des sites web de qualité traitant du thème abordé ici, merci de compléter l'article en donnant les références utiles à sa vérifiabilité et en les liant à la section « Notes et références ».
Sonora est le siège du comté de Tuolumne, dans l'État de Californie, aux États-Unis. Elle est également la ville principale du comté. On y retrouve les principales enseignes de la grande distribution (Wallmart) et fastfoods.

## Histoire
La ville a été fondée par des mineurs mexicains pendant la ruée vers l'or en Californie. Le minerai a été très vite excavé. La ville va sombrer dans la crise une fois que la fièvre de l'or sera terminée. Depuis, sa population n'a cessé de baisser.
Un musée local retrace cette histoire.

## Tourisme
La « Gold Country » attire chaque année des touristes du monde entier. Sonora est peu éloigné de Yosemite, et depuis quelques années de nombreux viticulteurs européens et américains se sont installés aux alentours. Mais certains touristes semblent dérangés par l’odeur nauséabonde de l’eau, due aux canalisations anciennes.

## Démographie
| 1860  | 1870  | 1880  | 1890  | 1900  | 1910  |
| ----- | ----- | ----- | ----- | ----- | ----- |
| 1 960 | 1 322 | 1 492 | 1 441 | 1 922 | 2 029 |

| 1920  | 1930  | 1940  | 1950  | 1960  | 1970  |
| ----- | ----- | ----- | ----- | ----- | ----- |
| 1 684 | 2 278 | 2 257 | 2 448 | 2 725 | 3 100 |

| 1980  | 1990  | 2000  | 2010  | - | - |
| ----- | ----- | ----- | ----- | - | - |
| 3 247 | 4 153 | 4 423 | 4 903 | - | - |

## Climat
Sonora a des hivers froids et humides tandis que l'été y est chaud et sec. En janvier, la température moyenne est de 12,5 °C, et de 34 °C en juillet. La moyenne des précipitations est de 815 mm par an, sur 60 jours. Les étés sont souvent accompagnés d'orages à cause de la proximité de la Sierra Nevada.

## Éducation
Columbia Community College est l'unique université du comté de Tuolumne et offre l'équivalent d'un Bac+2. Cette université se situe au cœur des montagnes, dans une forêt, ce qui en fait un établissement prisé pour étudier.

## Personnalités liées à la ville
- Erin O'Brien, actrice américaine, née le 4 novembre 1980 à Sonora.
- Kyle Rasmussen, skieur alpin américain, né le 20 juin 1968 à Sonora.
- David Carkeet, écrivain, né le 15 novembre 1946 à Sonora.